# Mesodontrachia
Mesodontrachia é um género de gastrópode  da família Camaenidae.
Este género contém as seguintes espécies:
- Mesodontrachia desmonda
- Mesodontrachia fitzroyana